# Артуро Салах
Артуро Салах (ісп. Arturo Salah, нар. 4 грудня 1949, Сантьяго) — чилійський футболіст, що грав на позиції . По завершенні ігрової кар'єри — тренер, відомий роботою насамперед з низкою чилійських клубних команд та національною збірною країни.

## Ігрова кар'єра
У дорослому футболі дебютував 1969 року виступами за команду клубу «Аудакс Італьяно», в якій провів два сезони. 
Протягом 1972—1974 років захищав кольори команди клубу «Універсідад Католіка».
Своєю грою за останню команду привернув увагу представників тренерського штабу клубу «Універсідад де Чилі», до складу якого приєднався 1975 року. Відіграв за команду із Сантьяго наступні п'ять сезонів своєї ігрової кар'єри. Більшість часу, проведеного у складі «Універсідад де Чилі», був основним гравцем команди.
Завершив професійну ігрову кар'єру у клубі «Палестіно», за команду якого виступав протягом 1982—1983 років.

## Кар'єра тренера
Розпочав тренерську кар'єру невдовзі по завершенні кар'єри гравця, 1986 року, очоливши тренерський штаб одного з провідних клубів країни «Коло-Коло», з яким вигравав національний чемпіонат у 1986 і 1989 роках.
1990 року ще молодого, але досить успішного, тренера запросили очолити національну збірну Чилі, яка саме готувалася до домашнього Кубка Америки 1991. На цьому турнірі господарі успішно подолали груповий етап, а у фінальному раунді, що також відбувався за груповою системою, розпочали з нічиїх в іграх проти Колумбії і Аргентини, а згодом не змогли здобути бодай очко в останній грі проти бразильців і посіли таким чином лише третє місце на турнірі. «Бронза» континентальної першості, утім, також була доволі позитивним результатом для чилійської збірної, і Салах продовжив з нею працювати. На наступному Кубку Америки, що відбувся 1993 року, чилійська команда виступила значно менш успішно — вже на першому етапі посіли останнє, четверте, місце і припинили боротьбу, після чого її головного тренера було звільнено.
Паралельно з роботою у збірній ще 1992 року очолив тренерський штаб «Універсідад де Чилі», в якому продовжив працювати до 1994 року.
Згодом протягом 1994–1996 років працював у Мексиці з клубом «Монтеррей».
Відтоді працював виключно на батьківщині — з командами «Універсідад де Чилі», «Кобрелоа», «Уачіпато» і «Сантьяго Вондерерз».

## Титули і досягнення
Тренер
- Бронзовий призер Кубка Америки: 1991